# Пампорово
Пампо̀рово — гірський курорт на півдні Болгарії.

## Географія
Курорт знаходиться в Родопах, на висоті 1650 м над рівнем моря. Відстань до Софії — 260 км, 85 км до Пловдива, 15 км до Смоляна, 10 км до Чепеларе.

## Клімат
Клімат в курортному районі характеризується м'якою зимою, яка має більше 100 сонячних днів. Курорт займає перше місце серед гірських курортів Болгарії за кількістю сонячних днів. Середньорічна температура + 5,5 °C.

## Туризм
В Пампорово основний потік туристів прибуває в зимові місяці, тому що курорт призначений головним чином для катання на лижах. Туристичний сезон починається в грудні і продовжується до кінця квітня. Висота гірськолижних трас на курорті від 1400 до 1926 метрів над рівнем моря.

## Транспорт
Регулярне автобусне сполучення відбувається від центрального автовокзалу Софії за маршрутом Софія — Пловдив — Асеновград — Бачково — Нареченскі-Бані — Хвойна — Чепеларе — Пампорово — Смолян. Тривалість шляху від Софії до Пампорово — 4 години. Вартість квитка 20 левів[уточнити].